# 舒州 (隋朝)
舒州，中国古代的州。
隋朝开皇十六年（596年）置，治所在广宁县（今河南省新蔡县），下辖舒县、广宁县。仁寿元年（601年），改广宁县为汝北县。大业初年，废舒州，改汝北县为新蔡县。澺水县及舒县并废入新蔡县（属汝南郡）。唐朝武德四年（621年），以新蔡县、褒信县、舒城县复置舒州，贞观元年（627年），再废。